# Ivaylo Petev
Ivaylo Petev (en bulgare :  Ивайло Петев), né le 9 juillet 1975 à Lovetch en Bulgarie, est un footballeur bulgare, devenu entraîneur à l'issue de sa carrière, qui jouait au poste de milieu de terrain.

## Biographie

### Carrière de joueur
Ivaylo Petev dispute 8 matchs en Coupe de l'UEFA avec le club du Litex Lovetch.

### Carrière d'entraîneur

#### Ludogorets Razgrad
En juillet 2010, Ivaylo Petev est nommé entraîneur du Ludogorets. En mai 2010, le club remporte le championnat de deuxième, division et monte en première division bulgare (A Group) pour la première fois de son histoire.

##### Saison 2011-2012
Pour sa première saison en première division, le club se donne les moyens et recrute Emil Gargorov, Alexandre Barthe, Stanislav Genchev, Svetoslav Dyakov et Marcelinho. Le club réalise un très bon début de saison en étant invaincu durant les neuf premiers matchs, avant de perdre 2-1 contre le Litex Lovetch. À la trêve hivernale, le club est en tête du championnat, mais avec trois défaites de suite (contre le Lokomotiv Plovdiv, Slavia Sofia et Tcherno More Varna) le club perd sa première place au profit du CSKA Sofia, qui la gardera jusqu'au dernier match de la saison.
Lors du dernier match qui oppose justement les verts et blancs face au CSKA Sofia, Ludogorets doit impérativement gagner pour être champion, alors qu'un simple nul suffit au CSKA Sofia. Les joueurs d'Ivaylo Petev gagnent le match 1-0 grâce un but de Miroslav Ivanov et deviennent pour la première fois de leur histoire, en étant promus, champions de Bulgarie, avec un point d'avance sur le CSKA Sofia.
Le 16 mai 2012, Ludogorets réalise le doublé en remportant sa première coupe de Bulgarie, en battant le Lokomotiv Plovdiv 2-1. En août 2012, Ludogorets remporte sa première supercoupe de Bulgarie, après avoir à nouveau battu le Lokomotiv Plovdiv 3-1, et devient le premier club promu à réaliser un triplé lors d'une saison.

##### Saison 2012-2013
Ludogorets commence la saison 2012-2013 avec huit victoires d'affilée et neuf matchs sans défaite. Le club est en tête du championnat à la trêve hivernale à l'instar de la saison précédente, avec une seule défaite et 7 buts encaissés en 15 matches. En coupe de Bulgarie, le club ne réédite pas sa performance de l'année précédente, en étant éliminé en huitièmes de finale par le CSKA Sofia. En championnat, une lutte acharnée avec le Levski Sofia a lieu. A trois journées de la fin du championnat, le club perd sa place de leader en perdant 1-0 contre le Levski Sofia dans les dernières secondes de jeu. Mais cette contre-performance n'empêche pas les verts et blancs de décrocher leur second championnat, en profitant de l’étonnant faux-pas du Levski Sofia contre le Slavia Sofia 1-1. De leur côté les aigles gagnent leur dernier match de championnat contre le PFC Montana 3-0.
Le Ludogorets participe à sa première coupe d'Europe, avec un match de 2e tour préliminaire de la Ligue des champions contre le Dinamo Zagreb, le premier match se joue à Razgrad le 18 juillet 2012 et se conclut sur le score de 1-1. Le match retour se joue la semaine suivante à Zagreb, le score final est de 3-2 pour le Dinamo Zagreb, Ludogorets était virtuellement qualifié jusqu'à la 97e minute, mais concède le but fatal sur la dernière action du match. La première campagne européenne de Ludogorets est terminée.
Le 10 juillet 2013, Ludogorets joue sa deuxième finale en supercoupe de Bulgarie contre le Beroe Stara Zagora, mais ne gagne pas le trophée cette fois-ci, 1-1 après 90 minutes de jeu et 5-4 aux tirs au but pour le Beroe Stara Zagora.
Le 21 juillet 2013, Ivaylo Petev est remplacé au poste d'entraîneur par Stoycho Stoev.

#### Levski Sofia
Le 8 octobre 2013, Ivaylo Petev est nommé entraîneur du Levski Sofia, un fait qui soulève la colère d'un certain nombre de supporter du Levski en raison d'une récente interview dans laquelle Ivaylo Petev aurait reconnu d'être fan du CSKA Sofia, l'éternel rival du Levski. Durant de sa conférence, un groupe de 30 supporters du Levski le force à enlever la chemise du club, et l'oblige même à quitter la pièce. Une heure après cet incident, les directeurs techniques du Levski, Ivo Tonev et Nasko Sirakov, annoncent sa démission,.

#### AEL Limassol
Le 25 octobre 2013, Ivaylo Petev signe un contrat avec le club chypriote de l'AEL Limassol. L'AEL termine premier de la phase régulière, avec trois points d'avance sur l'Apollon Limassol et l'APOEL Nicosie, ce qui aboutit à la qualification du club pour les play-offs. Le club perd toutefois sa place de leader en perdant contre l'APOEL. Malgré la défaite, l'AEL se qualifie pour la saison 2014-2015 de la Ligue des champions. 
L'AEL participe donc à la Ligue des champions, avec une rencontre du 3e tour préliminaire contre le Zénith Saint-Pétersbourg. Le premier match se joue à Larnaca le 30 juillet 2014, et se conclut avec une victoire sur le score de 1-0, avec un but de Łukasz Gikiewicz (64e). Le match retour se joue la semaine suivante à Saint-Pétersbourg le score final est de 3-0 en faveur du Zénith. L'AEL est éliminé de la Ligue des Champions, l'équipe est reversée en Ligue Europa.
En Ligue Europa, l'AEL dispute un match de barrage contre le club anglais de Tottenham Hotspur. Le premier match se joue à Larnaca le 21 août 2014, et se conclut par une défaite sur le score de 1-2. Le match retour se joue la semaine suivante à Londres, le score final est de 3-0 pour Tottenham. L'AEL est éliminé de la Ligue Europa.
Le 17 novembre 2014, Ivaylo Petev est remplacé au poste d'entraîneur par Christakis Christoforou.

#### Sélectionneur de l'équipe de Bulgarie et de la Bosnie
Le 17 décembre 2014, Ivaylo Petev est nommé sélectionneur de l'équipe de Bulgarie,. 
Le 28 mars 2015, dans le cadre des éliminatoires de l’Euro 2016, il dirige son premier match, contre l'Italie. Les joueurs réalisent un match nul, 2-2. Le 8 juin en amical, face à la Turquie, la Bulgarie s’incline 4 buts à zéro. Les bulgares réagissent ensuite avec une victoire 1 à 0 contre Malte. Puis les bulgares signent trois défaites, contre la Norvège (1-0), puis face à l'Italie (1-0), et enfin contre la Croatie (3-0). L'année 2015 s'achève sur une victoire contre l'Azerbaïdjan (2-0).
Le 21 janvier 2021, Petev est nommé sélectionneur de l'équipe nationale de Bosnie-Herzégovine.

## Palmarès

### En tant que joueur
- Avec le Litex Lovetch
  - Champion de Bulgarie en 1998 et 1999
  - Vainqueur de la Coupe de Bulgarie en 2001

### En tant qu'entraîneur
- Avec le Ludogorets Razgrad
  - Champion de Bulgarie en 2012, 2013 et 2023.
  - Champion de Bulgarie de D2 en 2011
  - Vainqueur de la Coupe de Bulgarie en 2012 et 2023.
  - Vainqueur de la Supercoupe de Bulgarie en 2012
- Avec le AEL Limassol
  - Vice-Champion de Chypre en 2014
- Avec le Dinamo Zagreb
  - Vice-Champion de Croatie en 2017
  - Finaliste de la Coupe de Croatie en 2017

## Statistiques d'entraîneur

### Générales
| Équipe             | Pays | Du               | Au               | Matchs | Victoires | Nuls | Défaites | % Victoires |
| Ludogorets Razgrad |      | 1er juillet 2010 | 21 juillet 2013  | 94     | 62        | 19   | 13       | 66,00       |
| AEL Limassol       |      | 25 octobre 2013  | 17 novembre 2014 | 37     | 24        | 4    | 9        | 64,90       |
| Équipe de Bulgarie |      | 17 décembre 2014 |                  | 11     | 4         | 1    | 6        | 36,40       |